# Cyril Lionel Robert James
Cyril Lionel Robert James (Port of Spain, 4 gennaio 1901 – Londra, 19 maggio 1989) è stato uno storico, scrittore e politico trinidadiano e britannico.Originario della colonia britannica di Trinidad e Tobago nelle Antille, Cyril Lionel Robert James, più noto come C. L. R. James fu uno dei primi militanti anticolonialisti neri, marxista e internazionalista.
Fu autore di numerose opere narrative, di saggi politici e storici, di opere teatrali.

## Biografia

### Cronista di cricket e storico della letteratura
Nel corso degli anni trenta era molto noto per i suoi scritti sul cricket, pubblicati sul "Manchester Guardian", nei quali mescolava arditamente riferimenti alla storia e all'estetica del cricket, alla lotta di classe, alla storia dei popoli colonizzati, all'arte, alla filosofia e alla letteratura. Fu autore di uno studio importante su Herman Melville e di numerosi articoli sull'opera di William Shakespeare.
Aveva infatti lasciato il suo Paese nel 1931 per recarsi nel Lancashire in Inghilterra, dove collaborò all'autobiografia del suo amico Learie Constantine, famoso giocatore di cricket delle Antille che in seguito diventò dirigente politico in Inghilterra e a Trinidad e fu il primo nero a essere nominato Lord.

### Militante di sinistra
Frequentò intensamente gli operai della città "rossa" di Nelson, si orientò politicamente verso sinistra. Mentre si trovava a Parigi per il suo libro su Toussaint Louverture, fu testimone del tentativo di colpo di stato fascista del 6 febbraio 1934. Deluso dall'atteggiamento di comunisti francesi, si convinse che l'Internazionale Comunista era diventata, sotto Stalin, una forza controrivoluzionaria.
Tornato in Inghilterra, si unì ad un piccolo gruppo trotskista, il Marxist Group, che praticava l'entrismo nei confronti del Partito Laburista Indipendente (ILP, partito socialista affiliato al Partito Laburista fino al 1932). Nel 1934 pubblicò World Revolution 1917-1936. The Rise and Fall of the Communist International, opera che fu apprezzata da Lev Trotsky e George Orwell (anch'egli membro dell'Indipendent Labour Party). Dopo aver lasciato l'ILP, nel 1938 il gruppo di James si fuse con altri per dar vita alla Revolutionary Socialist League.
In quegli anni la sua azione anticolonialista e antimperialista si legò a quella per la rivoluzione proletaria mondiale. Fu uno dei principali iniziatori del panafricanismo a partire da quando, nel 1935, divenne presidente di una associazione di difesa dell'indipendenza dell'Abissinia, vittima dell'aggressione dell'Italia fascista. Era anche attivo in seno all'International African Service Bureau.
Nel 1938 pubblicò il suo fondamentale saggio su Toussaint Louverture e la rivoluzione haitiana.

### La "questione nera" negli Stati Uniti
Nel 1938 James partì per svolgere attività politica negli Stati Uniti, dove diventò specialista della "questione nera" (i suoi dibattiti con Trotsky sono celebri nel movimento trotskista). Nel 1940 ruppe con il principale gruppo trotskista americano, il Socialist Workers' Party e aderì al Workers' Party di Max Schachtman, formando una tendenza (la tendenza Johnson-Forest) con Raya Dunayevskaya, che era stata la segretaria di Trotsky. In quest'epoca, elaborò l'idea secondo la quale l'Unione Sovietica non era uno "Stato operaio degenerato" (come ritenevano i trotskisti ortodossi) ma una forma di capitalismo di stato. In quegli anni tradusse in inglese la biografia demistificatrice di Stalin scritta da Boris Souvarine.
In risposta alla tendenza destrorsa del Workers' Party, il gruppo di James rientrò nel Socialist Workers' Party nel 1947, ma due anni più tardi, mentre il movimento trotskista attraversava in tutto il mondo una grave crisi, si separò definitivamente dal trotskismo ortodosso e fece un passo teorico importante rifiutando la nozione di "partito d'avanguardia", benché seguitasse a valutare positivamente l'esperienza rivoluzionaria di Lenin.

### Espulso verso l'Inghilterra
Poiché i suoi documenti di soggiorno risultavano irregolari, nel 1952 fu dichiarato "persona non gradita" e segregato per diversi mesi nell'isola-reclusorio per immigrati di Ellis Island. Nel 1953 (nel pieno dell'ondata maccartista), fu infine espulso dagli Stati Uniti, dove tornò solo nel 1968 per insegnare nell'Università del Distretto di Columbia.
Dopo alcuni anni passati in Inghilterra, James ritornò a Trinidad nel 1958 e divenne caporedattore di "The Nation", il giornale del People's National Movement del futuro primo ministro Eric Williams, suo ex allievo.
S'impegnò fortemente per la creazione di una Federazione delle Antille, che effettivamente vide la luce come Federazione delle Indie Occidentali, ma che durò solo per alcuni anni dopo la conquista dell'indipendenza.

### James e l'Africa

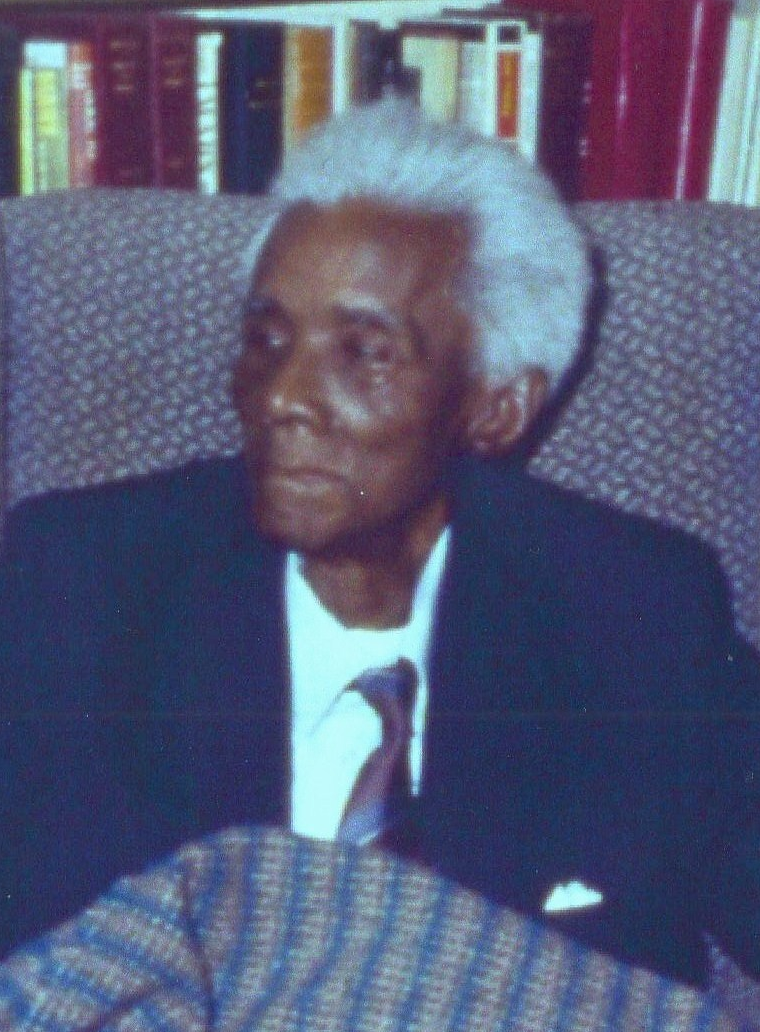
C. L. R. James nel 1988

L'influenza personale ed intellettuale di James nelle Antille, in Gran Bretagna, negli Stati Uniti e in Africa fu considerevole. Attraverso l'International African Service Bureau ritrovò un amico di infanzia, il comunista George Padmore (conosciuto anche come Malcom Nurse), uno dei teorici del movimento panafricanista, e rincontrò Kwame Nkrumah, primo presidente del Ghana dal 1960 al 1966 e leader del Movimento dei paesi non allineati. Ebbe una grande influenza su un'intera generazione di giovani intellettuali delle Antille e della diaspora antillese come Tim Hector (con il quale diresse per qualche tempo l'International Caribbean Service Bureau) e lo storico e attivista Walter Rodney (ucciso nel 1980).
I suoi scritti su Toussaint L'Ouverture hanno ispirato il poeta Aimé Césaire, autore anch'esso di un'opera teatrale sulla rivoluzione haitiana. Negli anni cinquanta collaborò con il filosofo Cornelius Castoriadis, fondatore della rivista francese Socialisme ou Barbarie. Era anche vicino alle posizioni di Daniel Guérin, autore tra l'altro di Le Antille decolonizzate (1956).
James trascorse gli ultimi anni della sua vita in Inghilterra, dove viveva a Brixton, quartiere di Londra celebre per la numerosa comunità antillese. Non è stato dimenticato, la sua opera ha un'influenza considerevole sulla nuova generazione di militanti neri e di sinistra.

## Opere
- The Life of Captain Cipriani: An Account of the British Government in the West Indies, 1932
- The Case for West-Indian Self-Government, London, L. and Virginia Woolf at the Hogarth Press, 1933
- Minty Alley, 1936
- Toussaint L'Ouverture, 1936
- World Revolution 1917-1936: The Rise and Fall of the Communist International, 1937
- A History of Negro Revolt, New York, Haskell House Publishers, 1938
- The Black Jacobins: Toussaint L'Ouverture and the San Domingo Revolution, 1938

trad. franc.: Les Jacobins noirs. Toussaint Louverture et la Révolution de Saint-Domingue, trad. de Pierre Naville, Parigi, Gallimard, 1949
trad. it.: I giacobini neri. La prima rivolta contro l'uomo bianco, Milano, Feltrinelli, 1968
- The Revolution and the Negro, pubblicato su New International, Volume V, dicembre 1939, pp. 339-343. Firmato con lo pseudonimo J. R. Johnson.
- Why Negroes should oppose the war, New York, Pioneer Publishers for the Socialist Workers Party and the Young People's Socialist League, Fourth International, 1939
- My friends: a fireside chat on the war (firmato "Native Son"), New York: Workers Party, 1940
- Notes on Dialectics: Hegel, Marx and Lenin, 1948
- American Civilisation, 1949
- State Capitalism and World Revolution, 1950
- Mariners, Renegades and Castaways: The Story of Herman Melville and the World We Live In, 1952

trad. it.: Marinai, rinnegati e reietti, Verona, Ombre corte, 2004
- Facing Reality Detroit: Correspondence (lettere scambiate con Cornelius Castoriadis e Grace Lee Boggs), 1958
- Actualité de la Révolution française in «Perspectives socialistes», nº4 (15 febbraio 1958), pp. 20–21
- Modern Politics, 1960
- A convention appraisal: Dr. Eric Williams: first premier of Trinidad & Tobago: a biographical sketch Port-of-Spain, Trinidad, W.I., P.N.M. Pub. Co, 1960
- Book Party politics in the West Indies; formerly PNM go forward San Juan, Vedic Enterprises, 1962
- Marxism and the intellectuals Detroit, Facing Reality Publishing Committee, 1962
- Beyond a Boundary, Kingston, Jamaica, Sangster's Book Stores - Hutchinson, 1963

trad. it.: Giochi senza Frontiere. Del cricket o dell'arte della politica, Casa dei libri, 2006 ISBN 88-89466-09-X
- A History of Pan-African Revolt, Washington, Drum and Spear Press, 1969
- Kas-kas; interviews with three Caribbean writers in Texas. George Lamming, C. L. R. James and Wilson Harris. Austin, African and Afro-American Research Institute, University of Texas at Austin, 1972
- Cyril Lionel Robert Iames, Harold M. Baron, Herbert G. Gutman, Da schiavo a proletario: tre saggi sull'evoluzione storica del proletariato nero negli Stati Uniti (a cura e con introduzione di Bruno Cartosio) - Torino, Musolini, 1973.
- Not for sale (con Michael Manley), San Francisco, Editorial Consultants, 1976
- Nkrumah and the Ghana Revolution, Londra, Allison and Busby, 1977
- The Future in the Present, Londra, Allison and Busby (selected writings), 1979
- Spheres of Existence, Londra, Allison and Busby (scritti scelti), 1980
- At the Rendezvous of Victory, Londra, Allison & Busby (scritti scelti), 1984
- Cricket, Londra-New York, Allison & Busby (scritti scelti), 1986
- Letters from London (serie di saggi scritti nel 1932), 2003

## Fonti e documenti
- (EN)  Archivio CLR James e biografia di Anna Grimshaw, sul sito marxists.org.
- (EN)  Testi di C.L.R. James Archiviato il 5 marzo 2016 in Internet Archive. sul sito libcom.org.
- (FR)  La révolution en Haïti. Articolo di Sylvain Pattieu apparso sul settimanale trozhista francese Rouge.
- (FR)  Sito Internet del C.L.R. James Institute
- (FR)  Elikia M'bkolo, George Padmore, Kwame Nkrumah, Cyril L. James et l'idéologie de la lutte panafricaine Archiviato il 3 dicembre 2008 in Internet Archive..
- (EN)  Sul ruolo di James nella formazione politica dei militanti antillani, vedi questo articolo sulla vita di Tim Hector Archiviato il 13 settembre 2009 in Internet Archive.: Sara Abraham, Paul Buhle's Tim Hector, apparso in: Against the Current n° 125 (Novembre/Dicembre 2006).
- (EN)  Christian Hogsbjerg, CLR James, the revolutionary as artist, in International Socialism n° 112, inverno 2006.
- (EN)  Kent Worcester, C.L.R. James. A Political Biography, New York, State University of New York Press, 1996.
- Federico Gattolin, C. L. R. James. Il Platone nero, Prospettiva, 2002 ISBN 978-88-8022-085-5
- Sandro Mezzadra, Cyril Lionel Robert James (1901-1989), in «Studi culturali» n. 2, agosto 2007